# Château de Pommard
 (septembre 2021).
Si vous disposez d'ouvrages ou d'articles de référence ou si vous connaissez des sites web de qualité traitant du thème abordé ici, merci de compléter l'article en donnant les références utiles à sa vérifiabilité et en les liant à la section « Notes et références ».
Le château de Pommard est un château du XVIIIe siècle. Le domaine comprend un clos « Château de Pommard » de 20 hectares, des jardins à la française ainsi qu'un musée de la vigne et du vin. Il est situé à quelques kilomètres au sud de Beaune sur la route des Grands Crus du vignoble de Bourgogne, à Pommard.

## Localisation
Le château de Pommard est situé à l'est du bourg de Pommard, en Côte-d'Or en Bourgogne-Franche-Comté, sur la route menant à Beaune. On y accède, depuis la RD 973, par une allée fermée par un portail encadré de deux pavillons construits au XVIIIe siècle.

## Historique
En 1726, Vivant Micault (écuyer et secrétaire du roi Louis XV, descendant de Philibert Micault, capitaine de Pommard en 1451) fait construire un château de style Régence et ses dépendances viticoles. En effet, le roi Louis XVI et sa cour étaient amateurs des vins issus de ce terroir, réputés pour être tanniques et âpres dans leur jeunesse. Le château Micault, érigé de 1726 à 1750, occupe l'un des côtés d'une cour pavée fermée par les communs à vocation viti-vinicole.

Bâtiments du château.
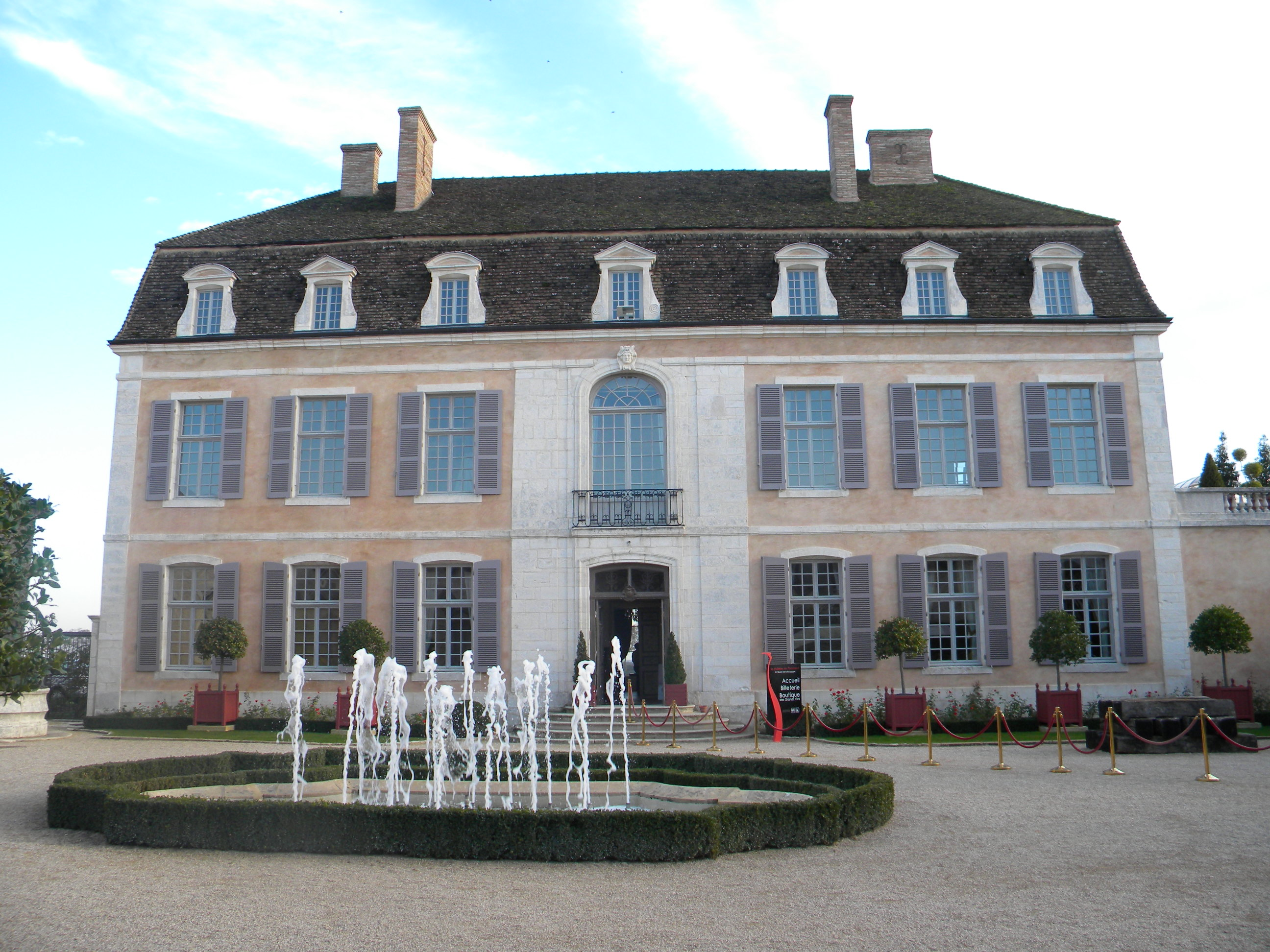
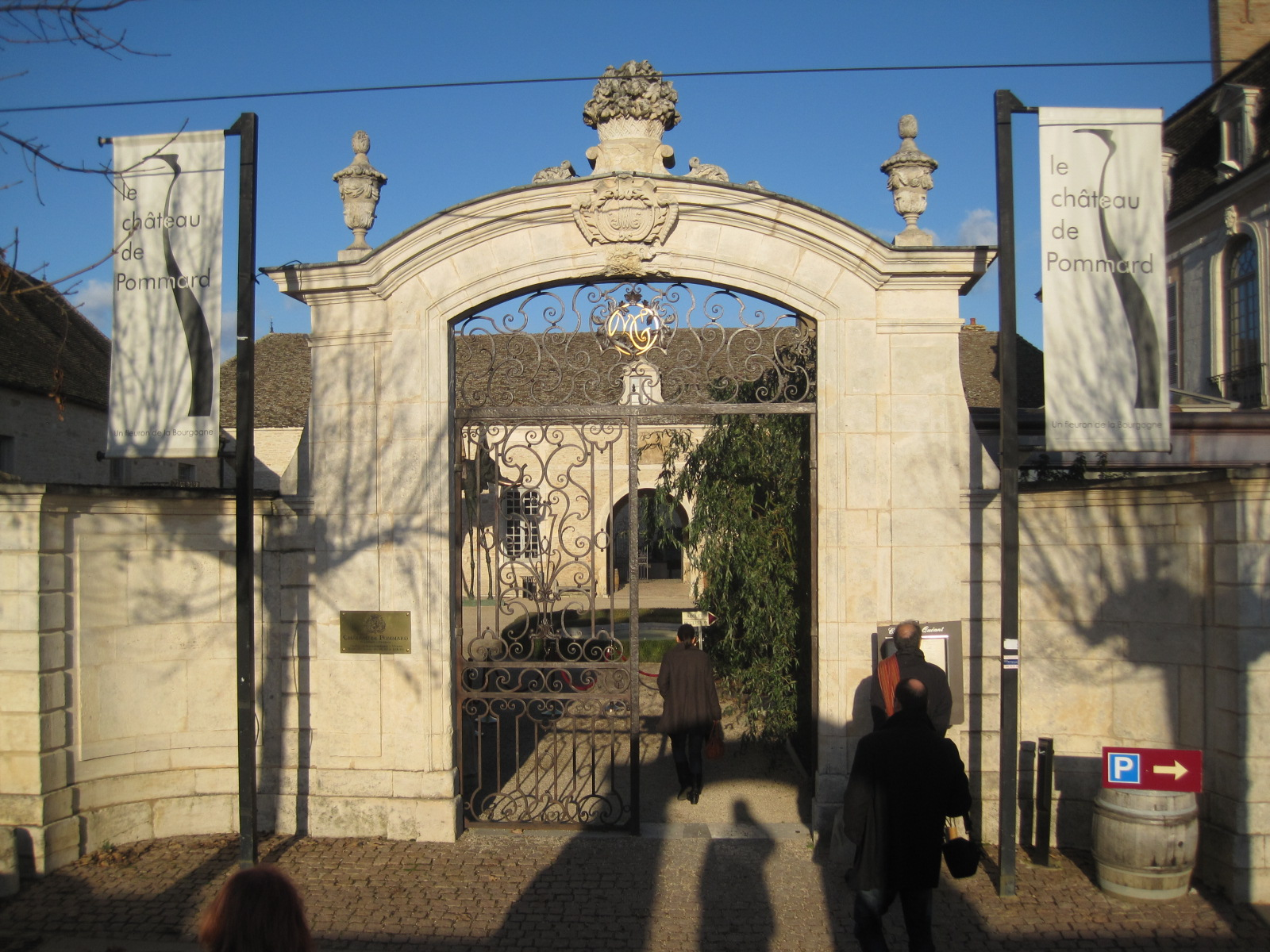
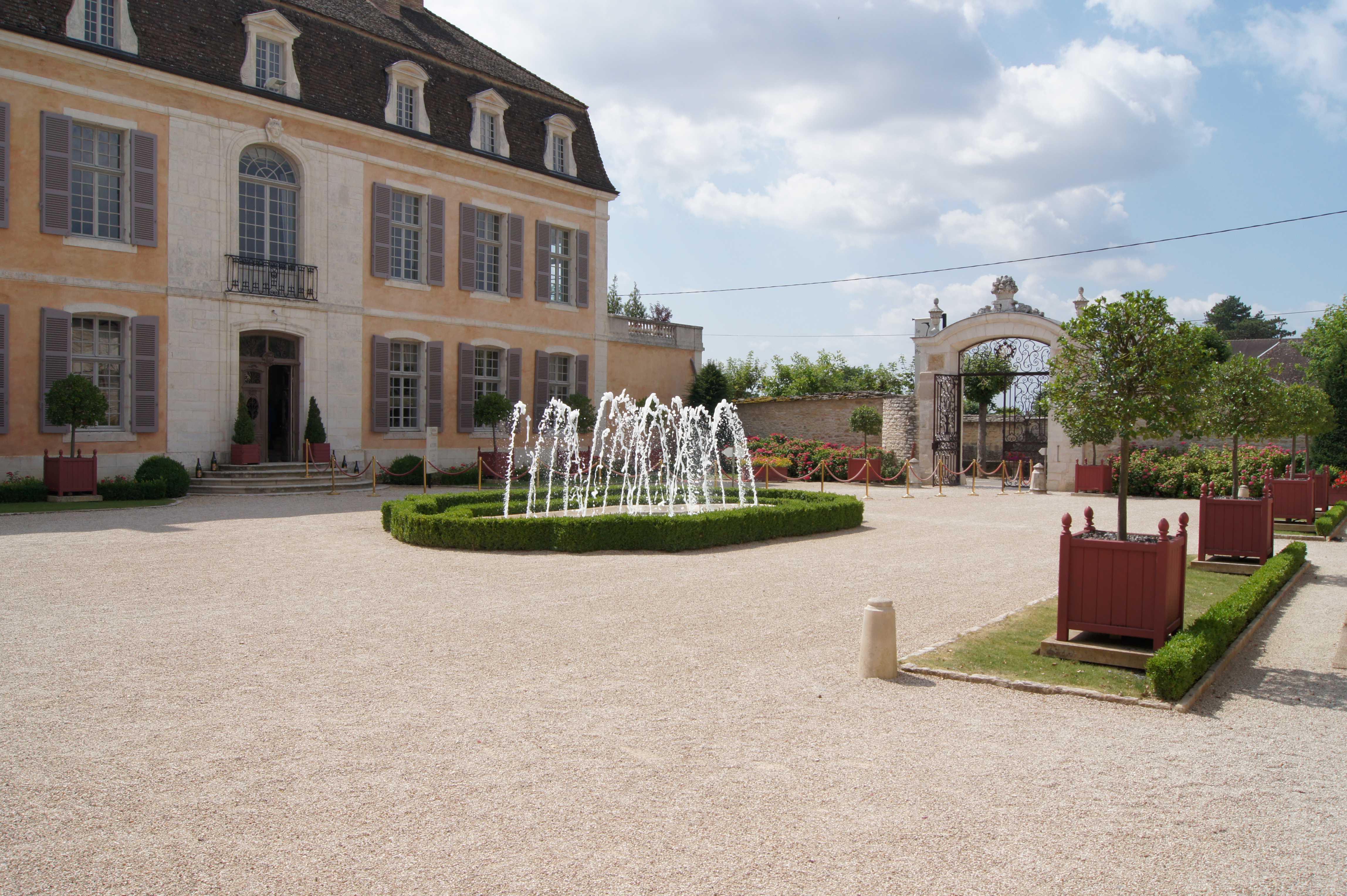
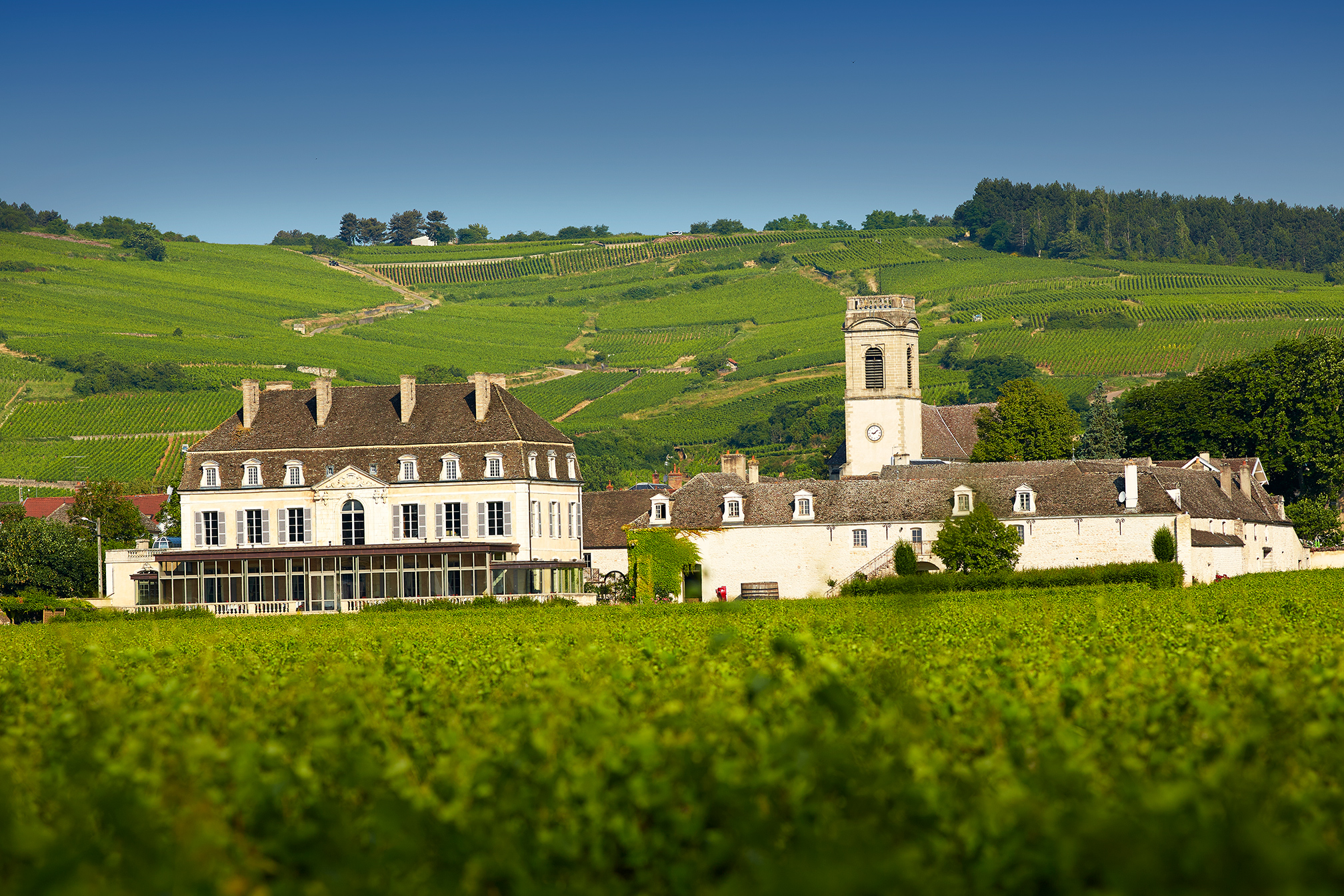
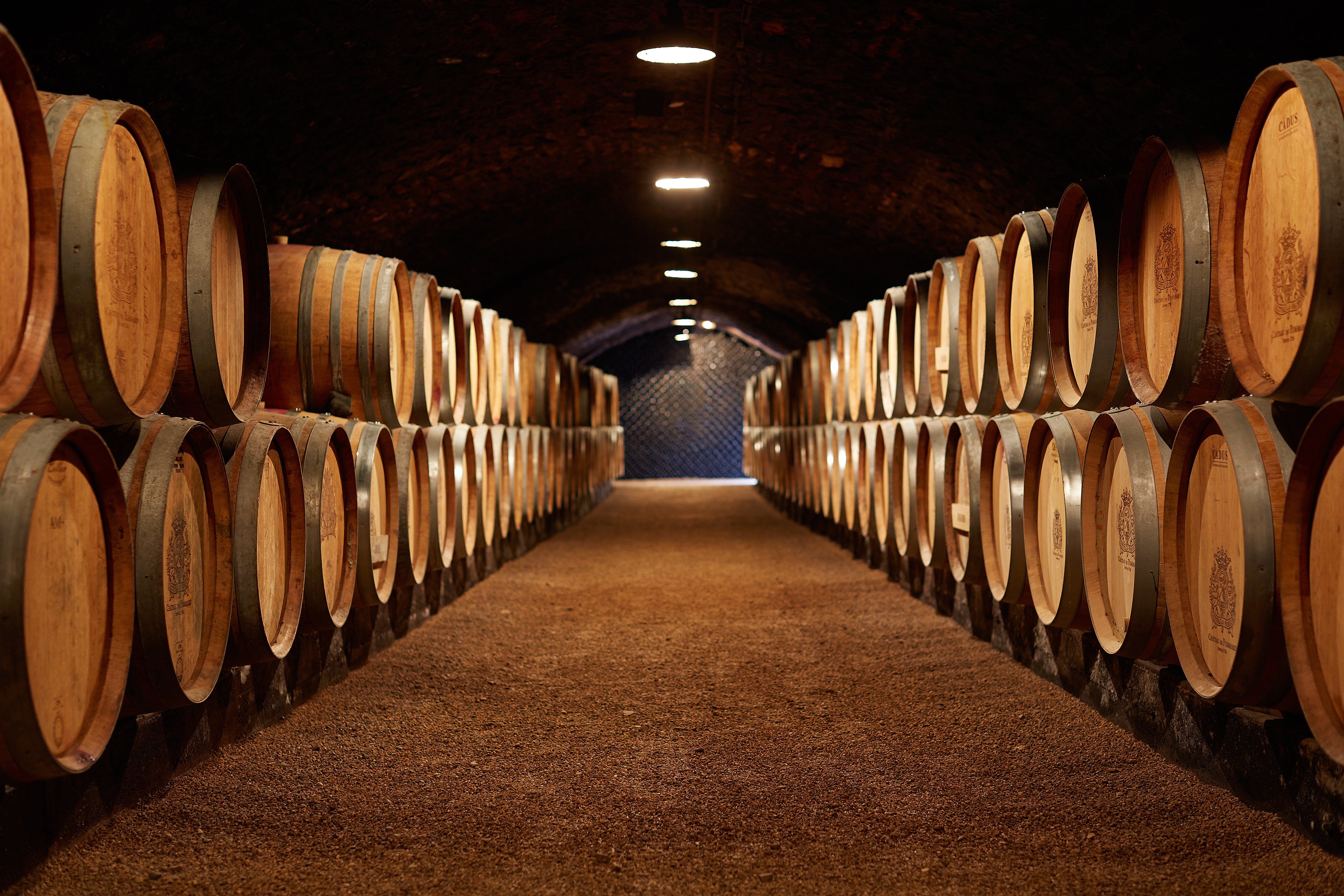

Claude Marey rachète le domaine en 1763 et le transmet par la suite à son fils Nicolas-Joseph Marey. L'empereur Napoléon Ier en fait un de ses hauts lieux de villégiature au XIXe siècle. Il réside alors dans la chambre bleue, à l'étage du château principal, qui donne sur la cour d'honneur. La famille de Blic, héritière de la famille Marey-Monge, le revend en 1932, en même temps que le Clos-de-tart.
Le château viticole devient la propriété de la famille Laplanche en 1936, le psychanalyste Jean Laplanche en 1966.
Puis passe ensuite à plusieurs reprises de main en main entre autres au bâtisseur immobilier Maurice Giraud en 2003.
En septembre 2014, le château qui réalise un chiffre d’affaires annuel de 6 millions d'euros est racheté par l'entrepreneur américain de la Silicon Valley Michael Baum séduit par cette locomotive œnotouristique de Côte-d'Or qui accueille 35 000 visiteurs par an.

## Domaine viticole et vins
Le domaine du Château de Pommard constitue aujourd'hui le plus grand vignoble privé du vignoble de Bourgogne avec un clos « Château de Pommard » de 20 hectares de vignes d'un seul tenant en pinot noir et d'appellation « Village ».
Le Château de Pommard produit 80 000 bouteilles de « Château Pommard » et 20 000 bouteilles de « Clos du Château », un assemblage des différentes parcelles du clos. Le Château réalise également un second assemblage pour créer un vin d'appellation Pommard « Village ».
Le domaine commercialise en particulier le vin de son clos, mais également d'autres appellations de bourgogne : des chassagne-montrachet, meursault, puligny-pontrachet, volnay, gevrey-chambertin, pernand-vergelesses, auxey-duresses, ladoix, nuits-saint-georges, etc.

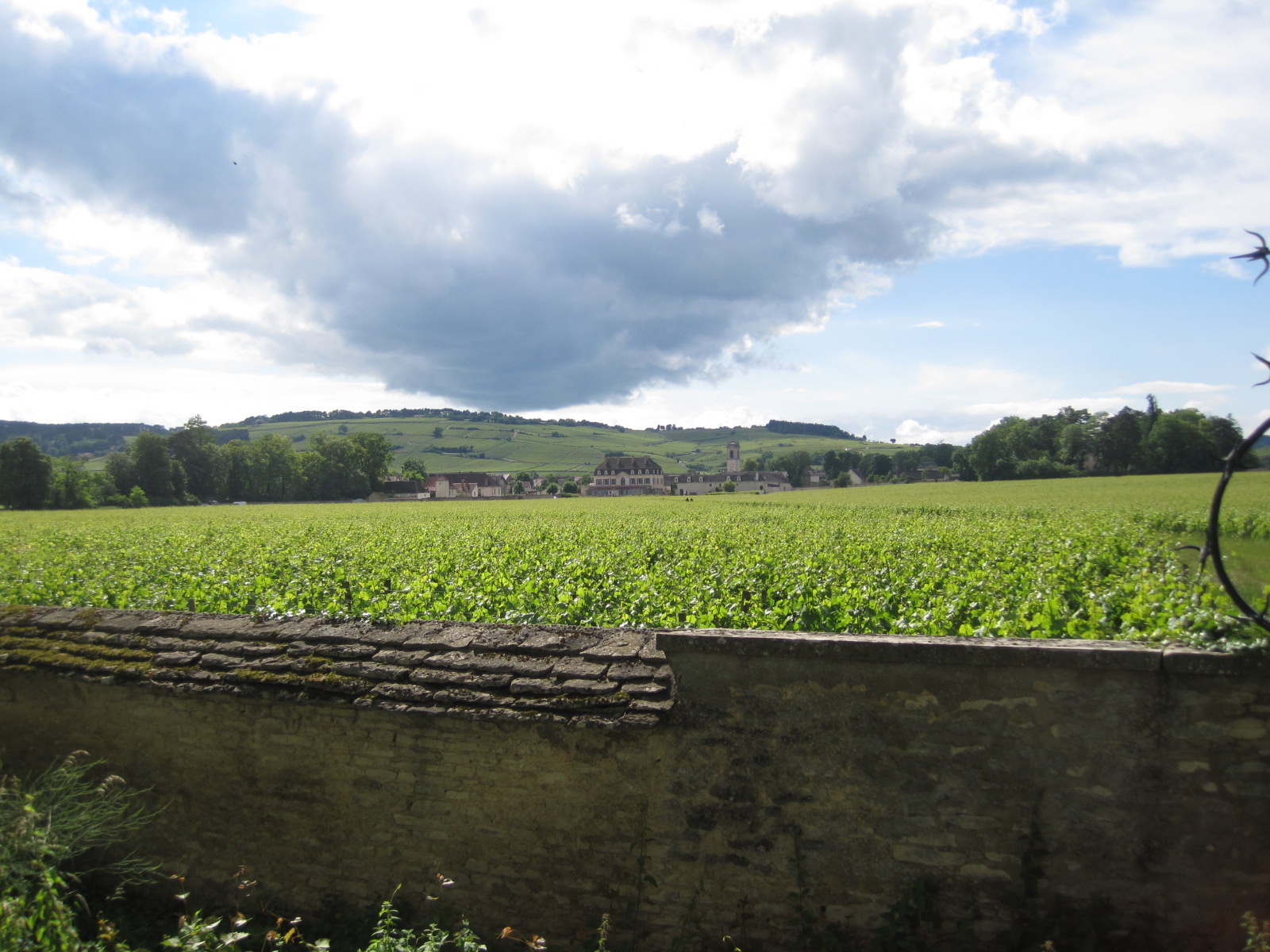
Le château au fond de son clos de 20 hectares.
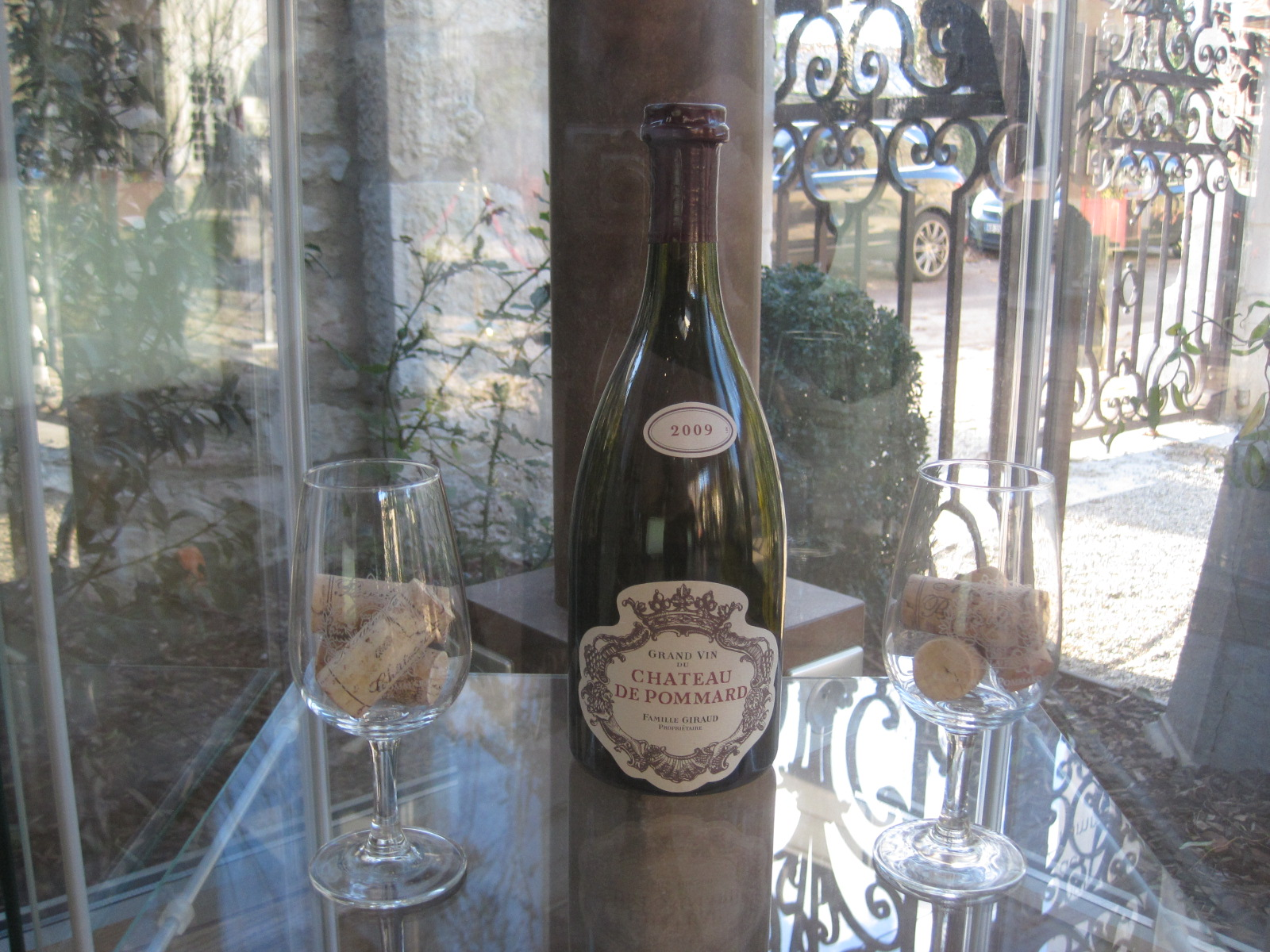
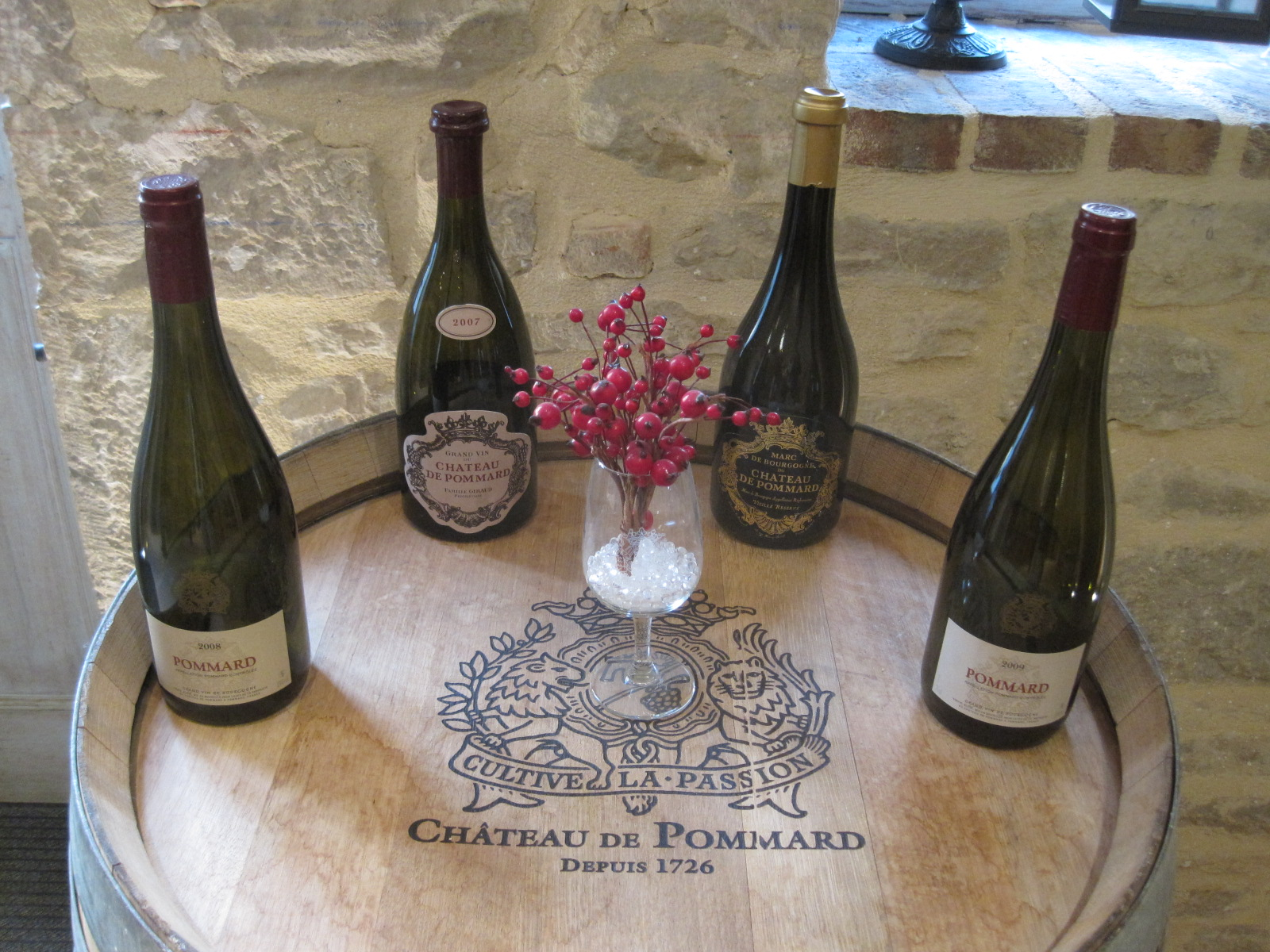
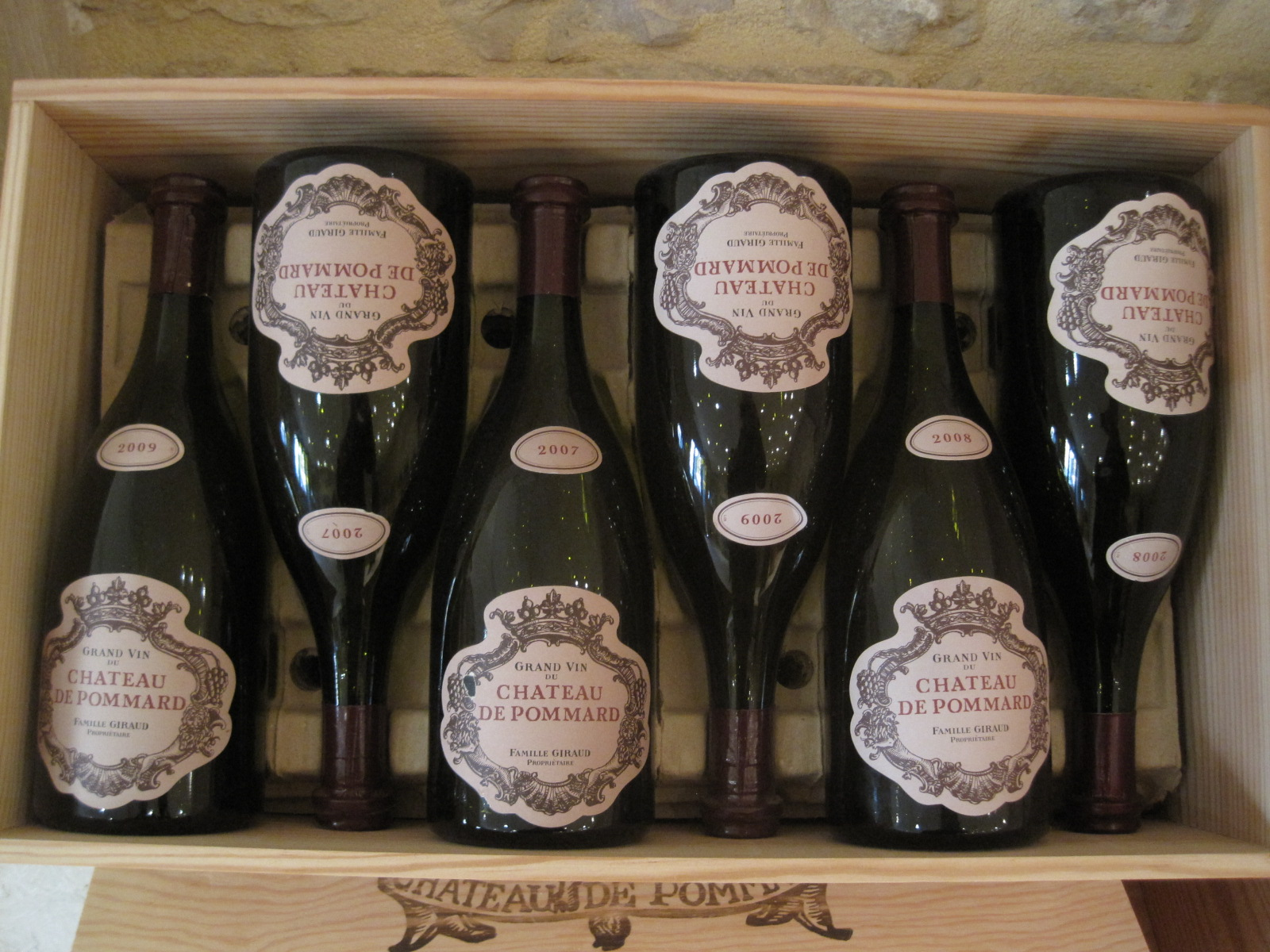

### Caves voûtées
Dans les caves voûtées du XVIIIe siècle reposent 300 000 bouteilles, et 600 à 650 de fûts de chêne de différents tonneliers. Les fûts proviennent majoritairement de la forêt de Tronçais, dans l'Allier.

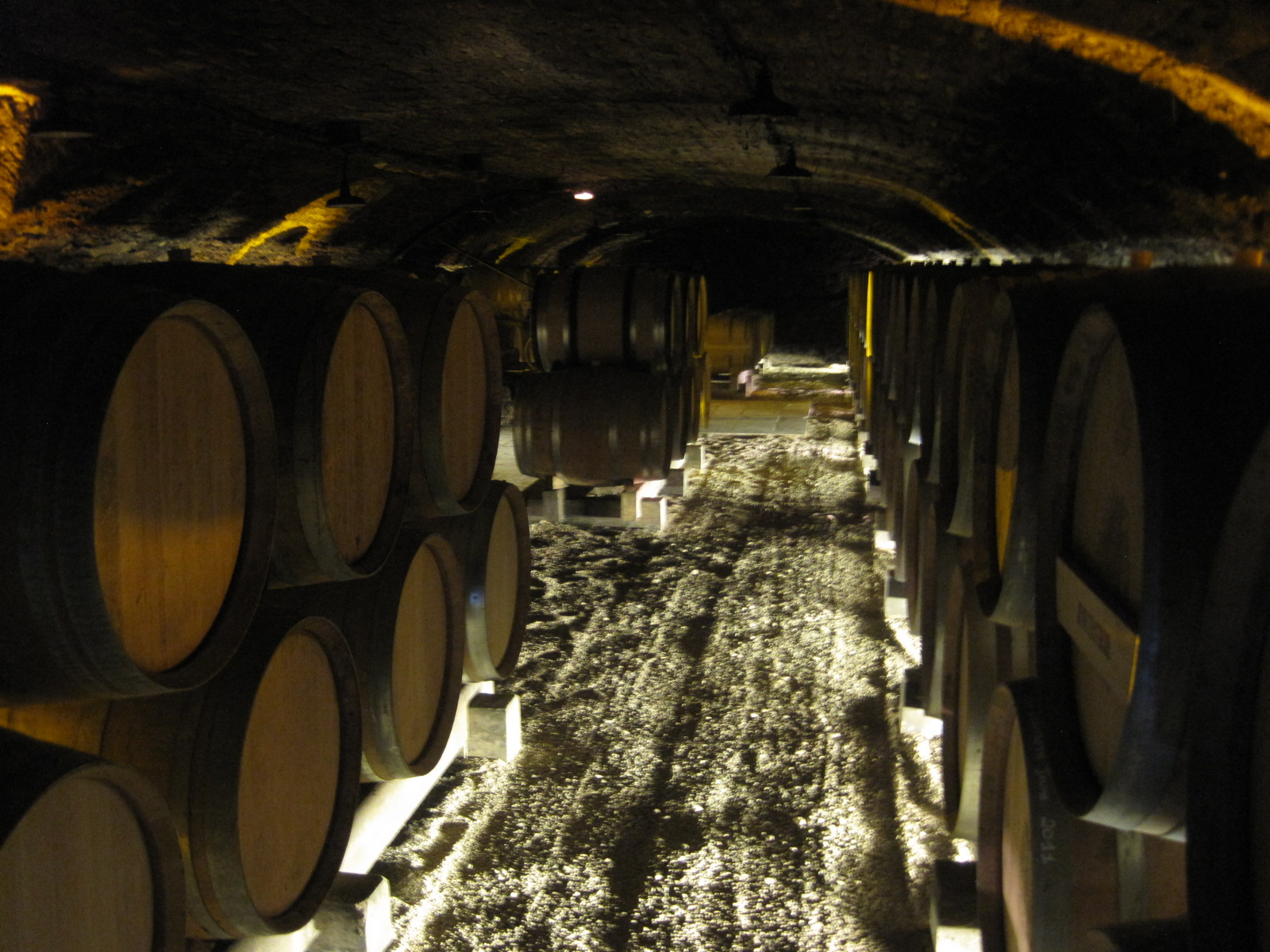
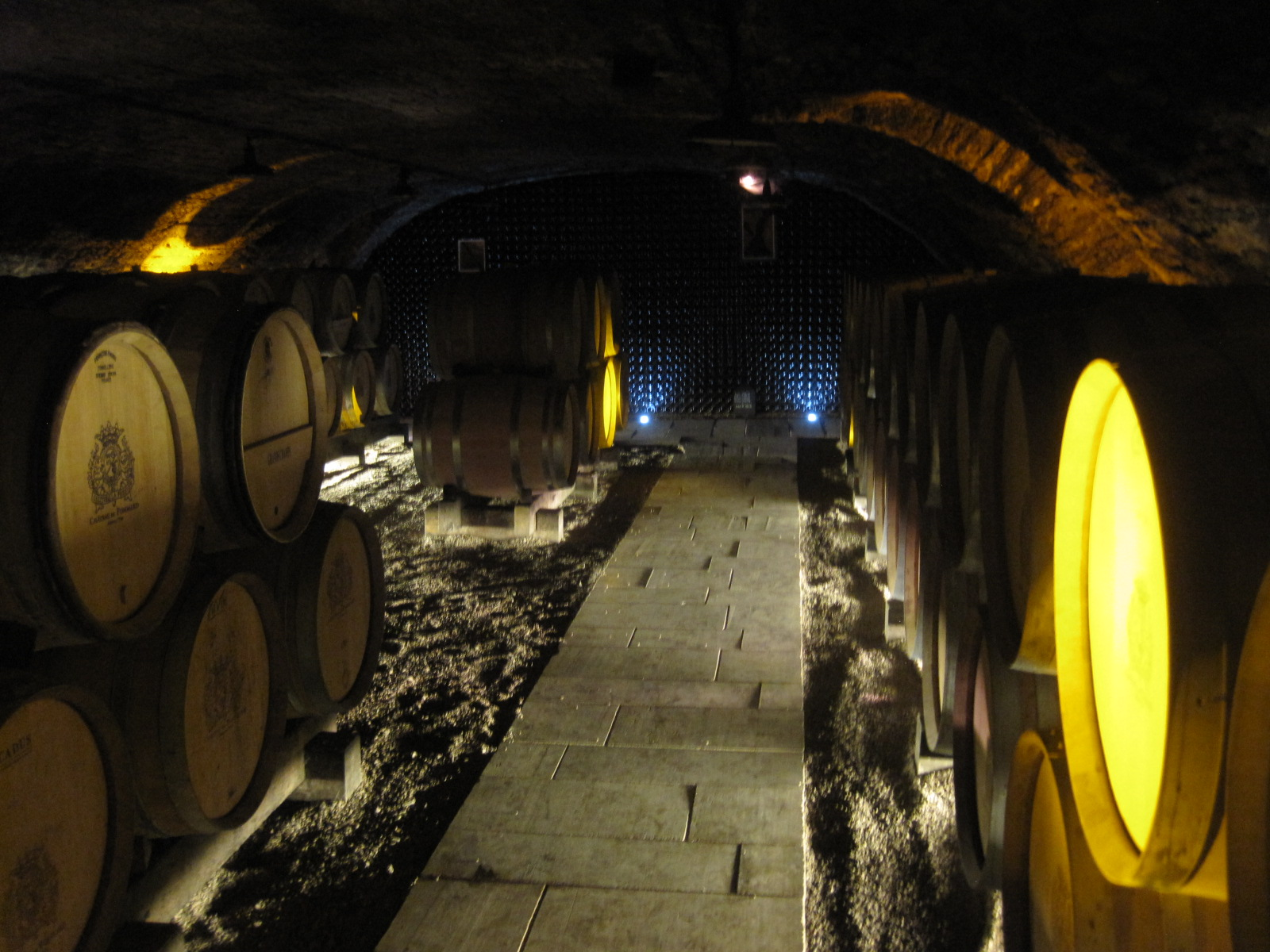
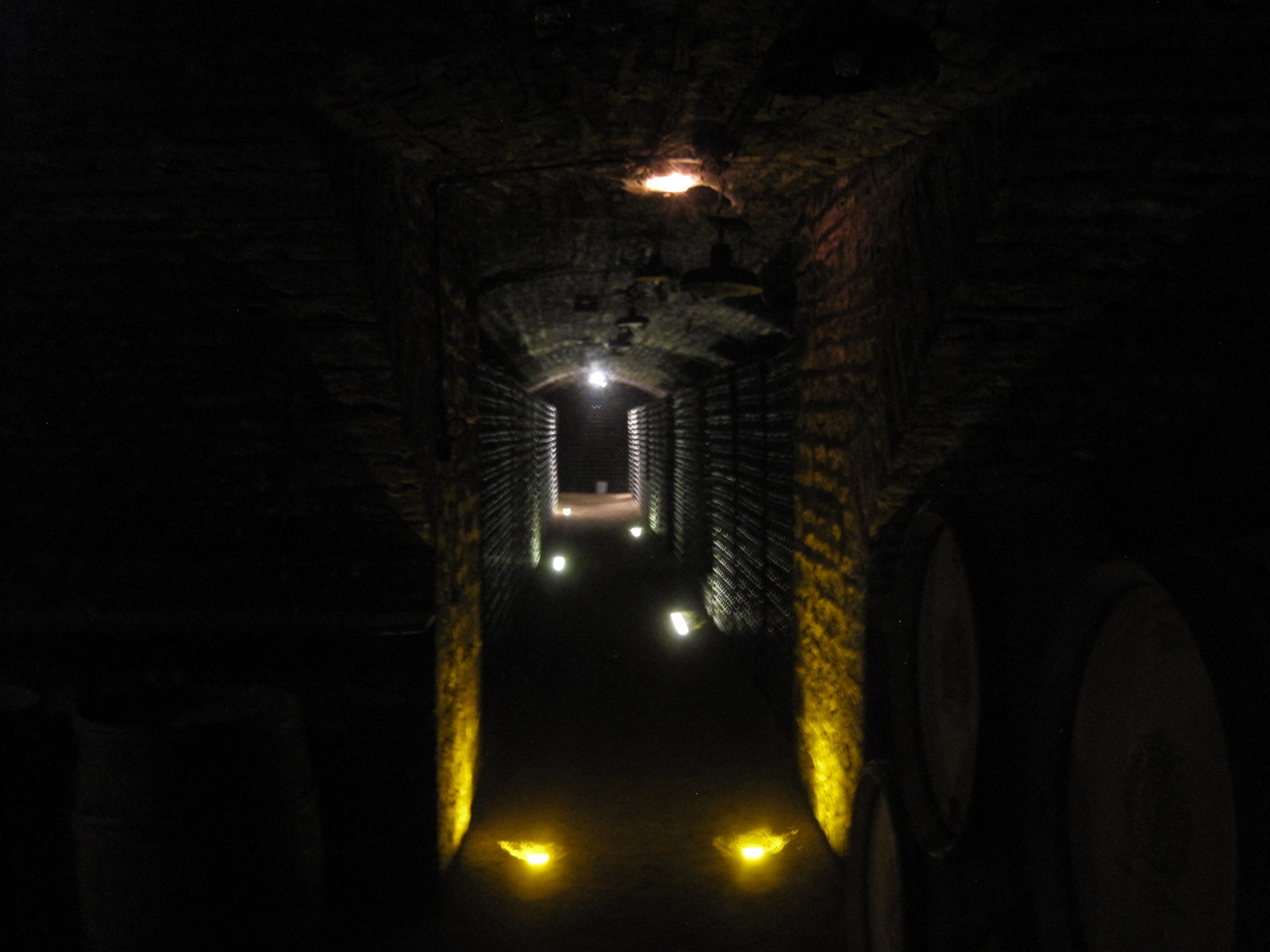
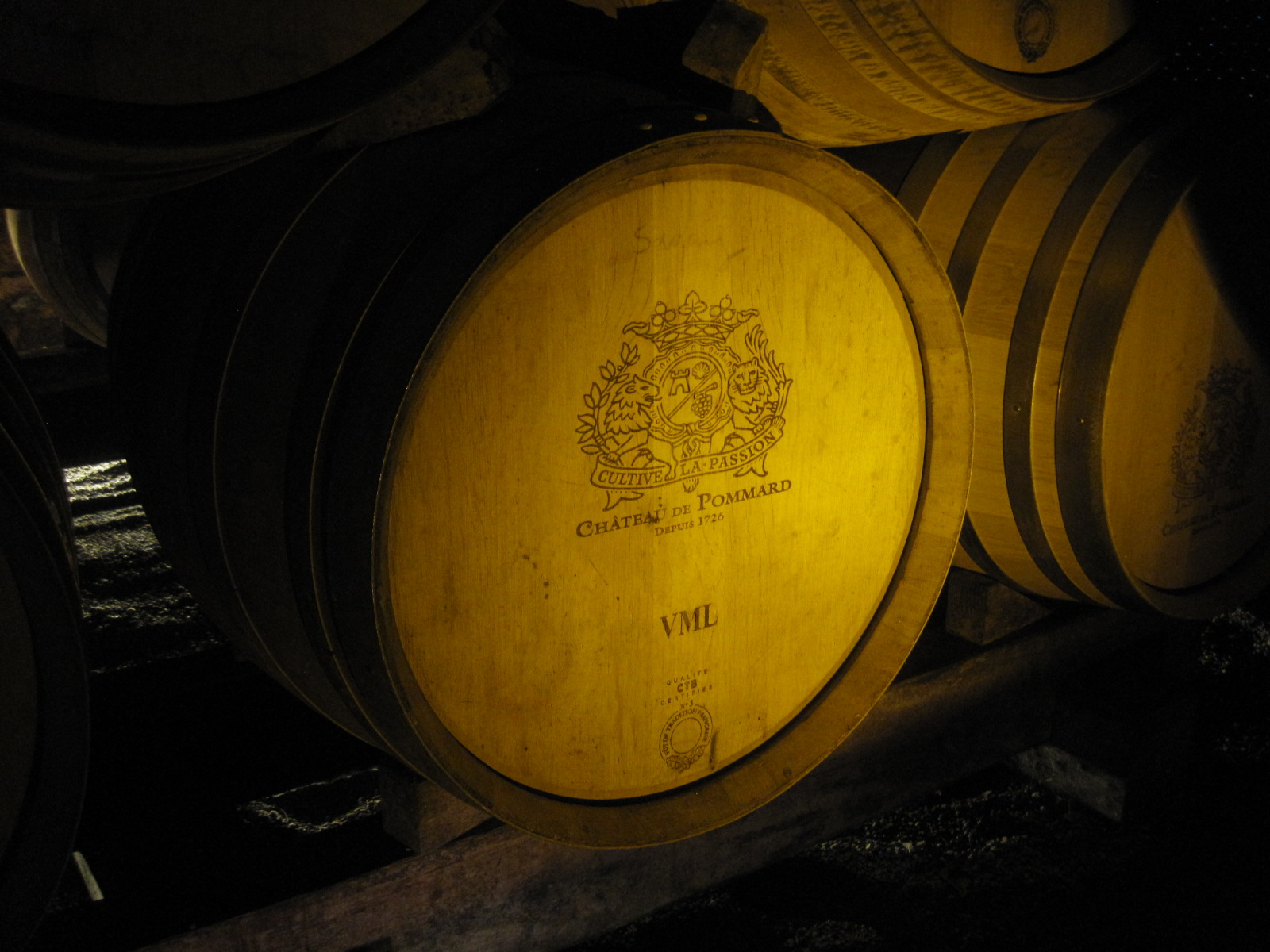
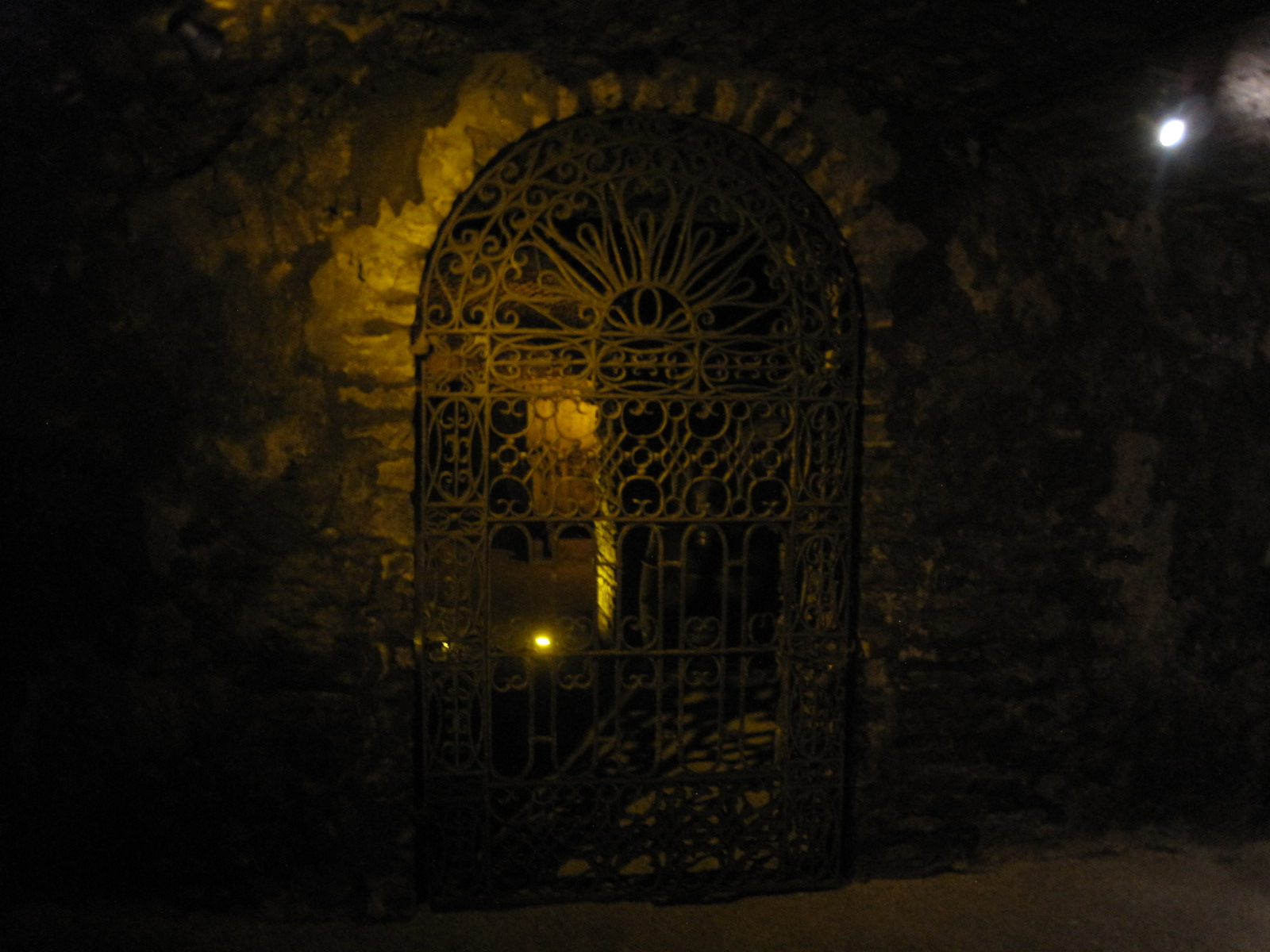
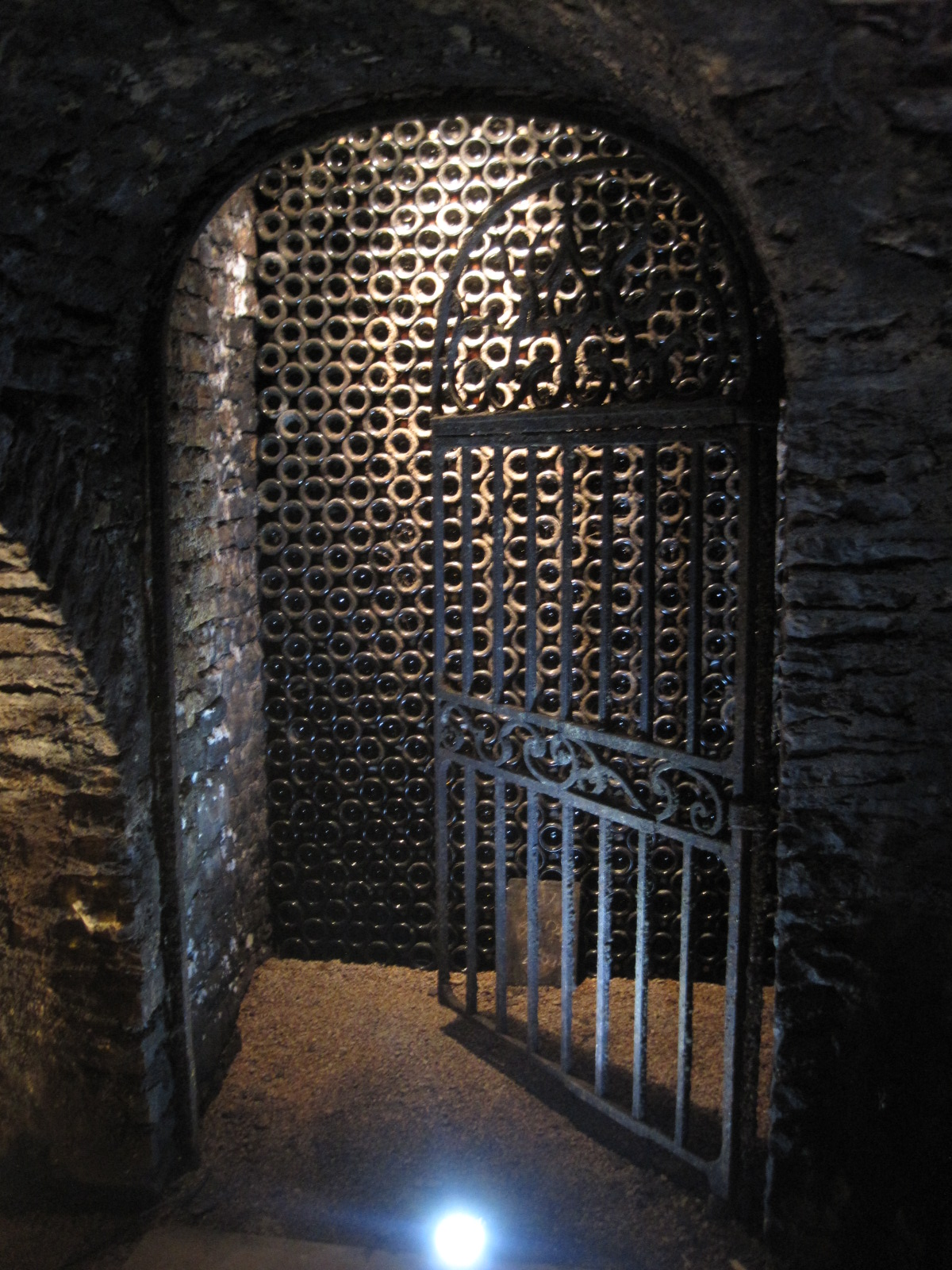

## Musée de la vigne et du vin
En 2006 le château se dote d'un musée de la vigne et du vin.

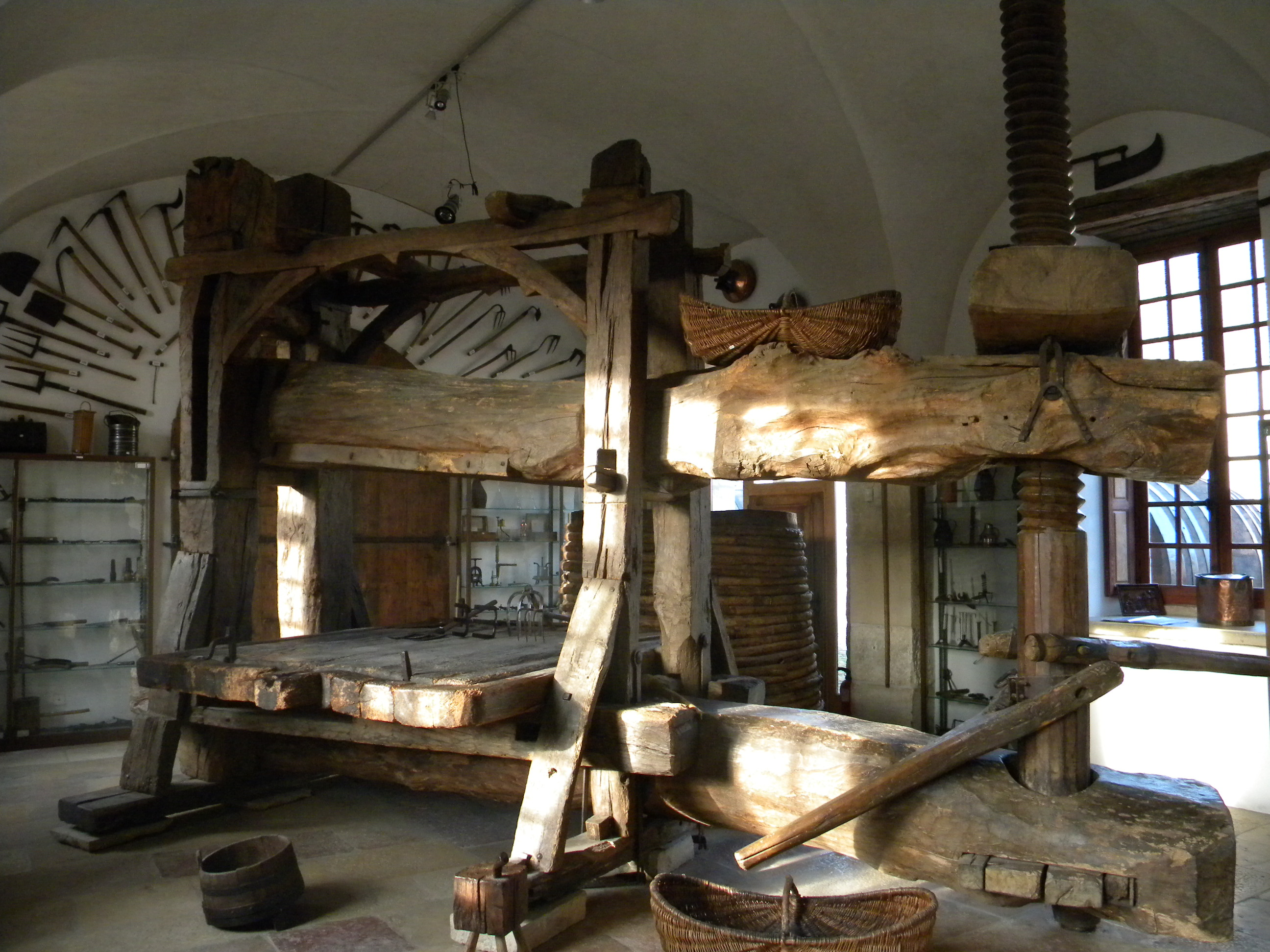
Ancien pressoir à vin.
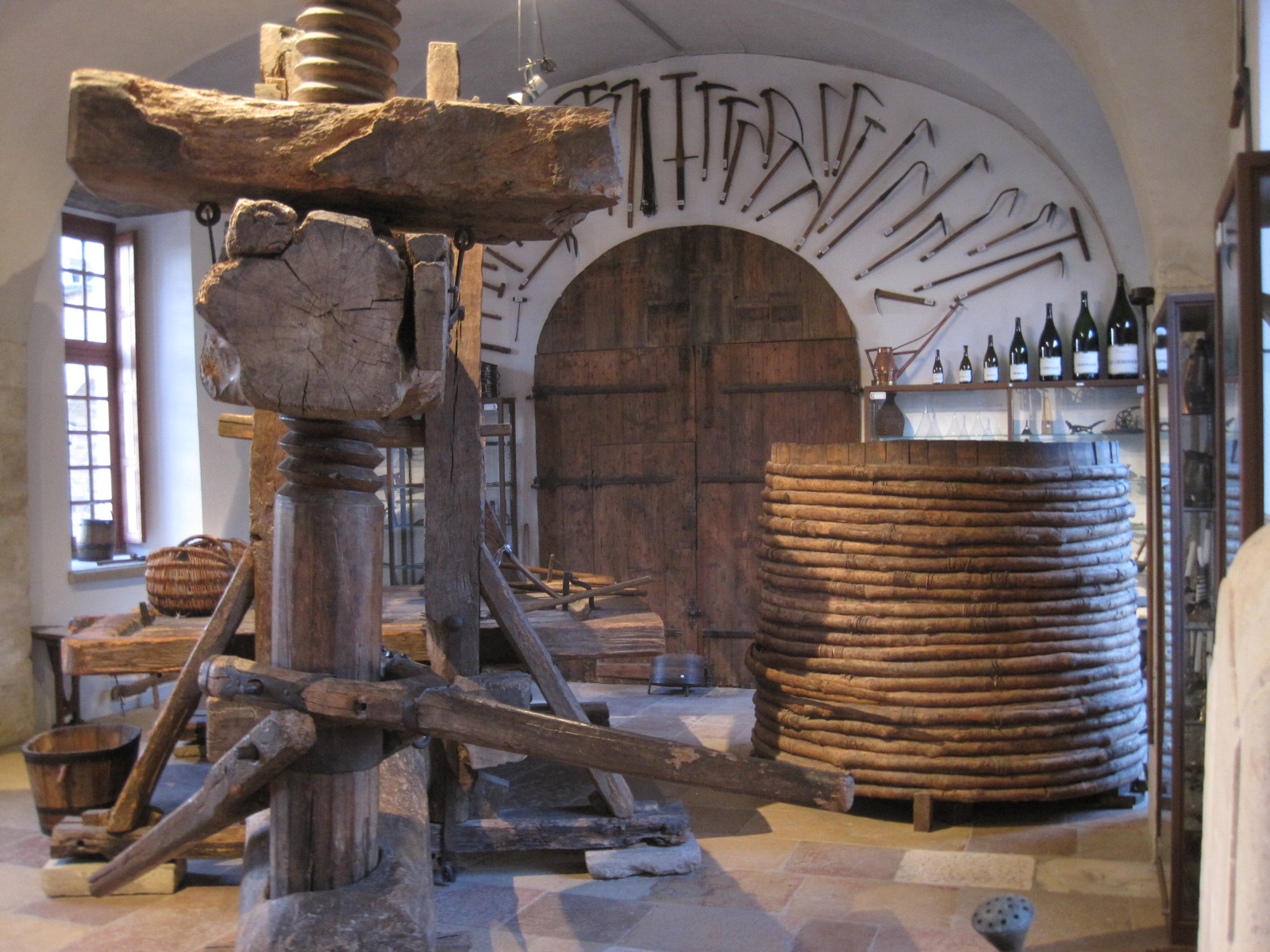
Ancienne cuve.
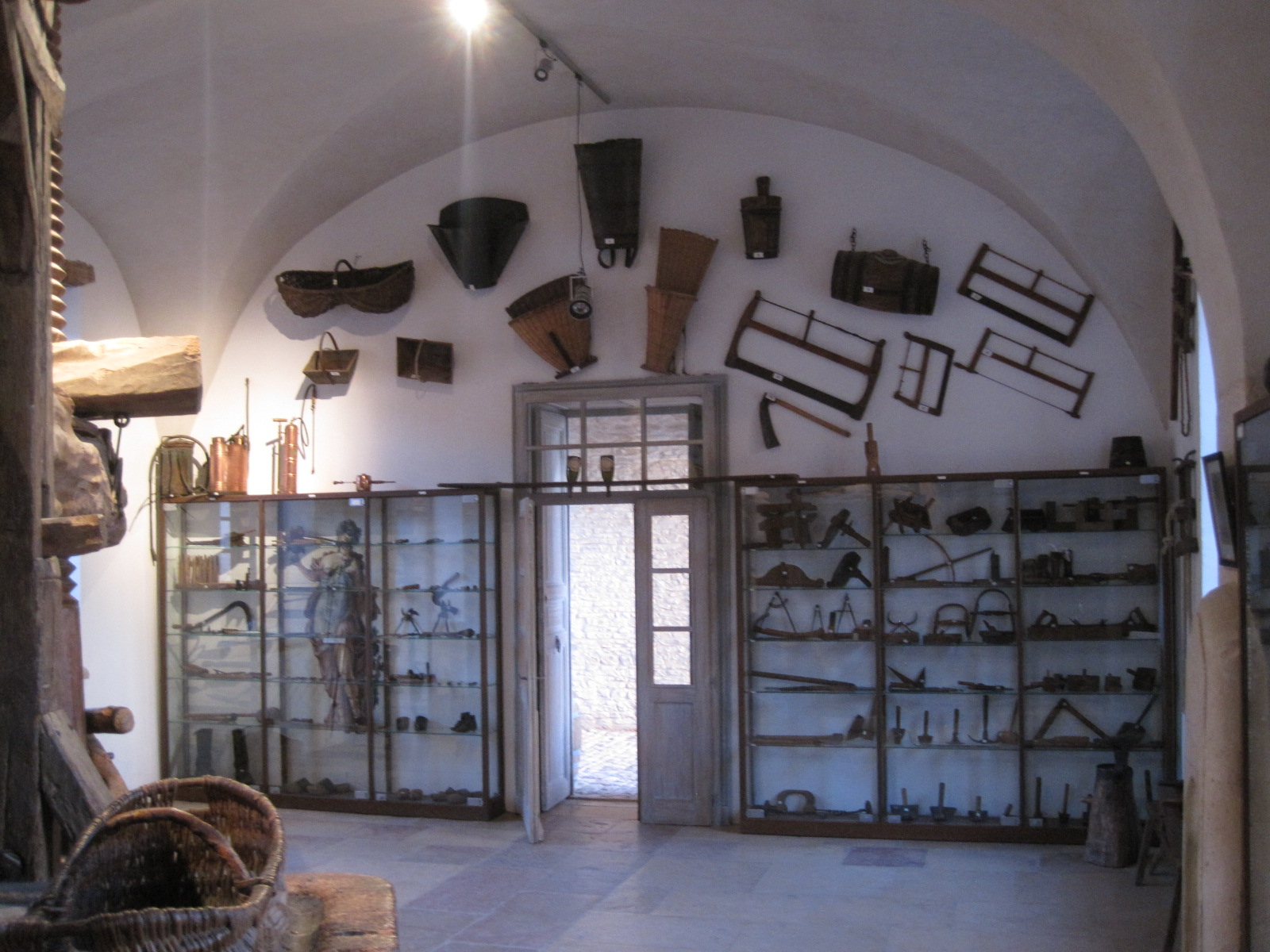
Anciens outils de vigneron.
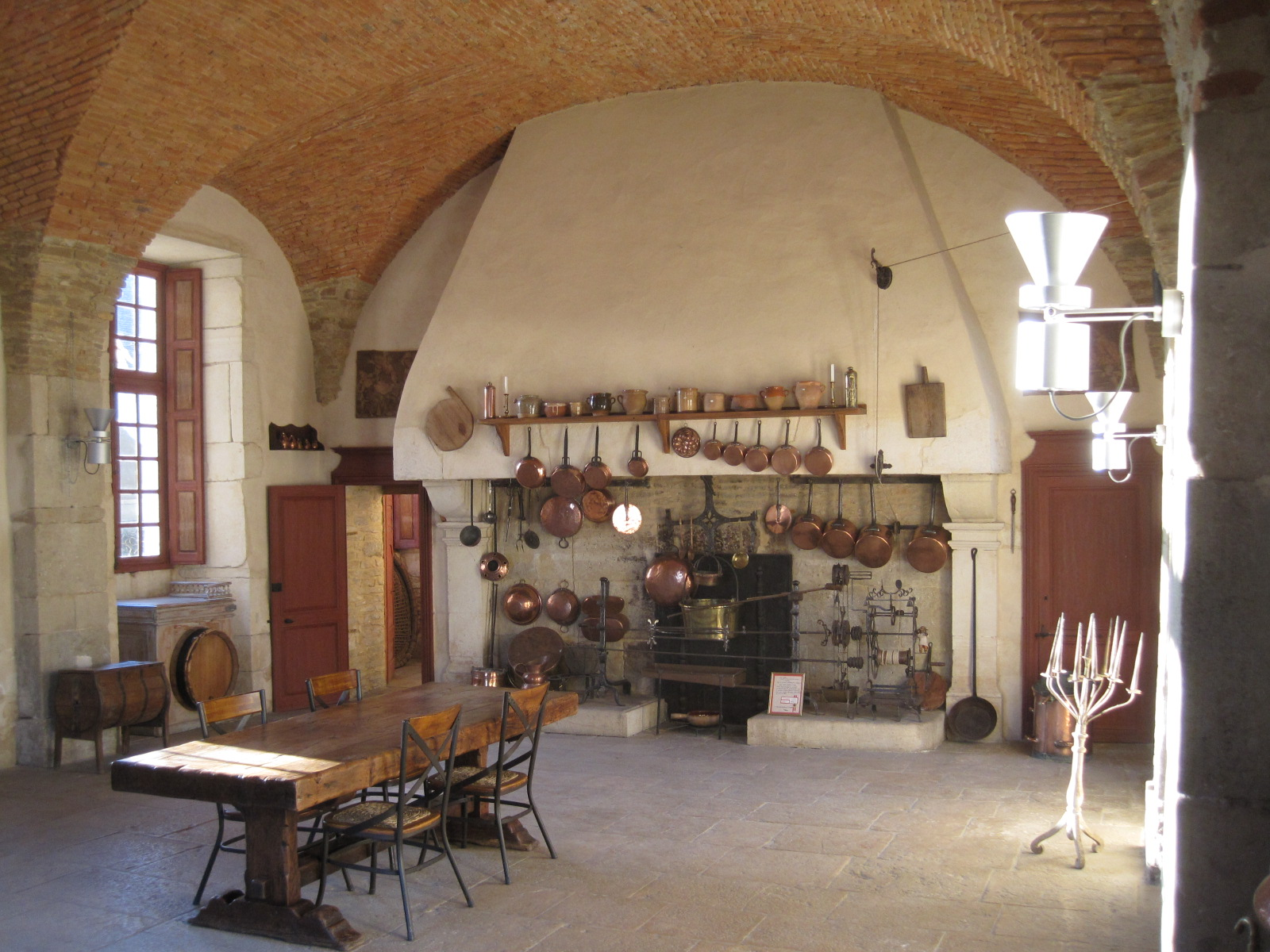
Anciennes cuisines et cheminée du château.
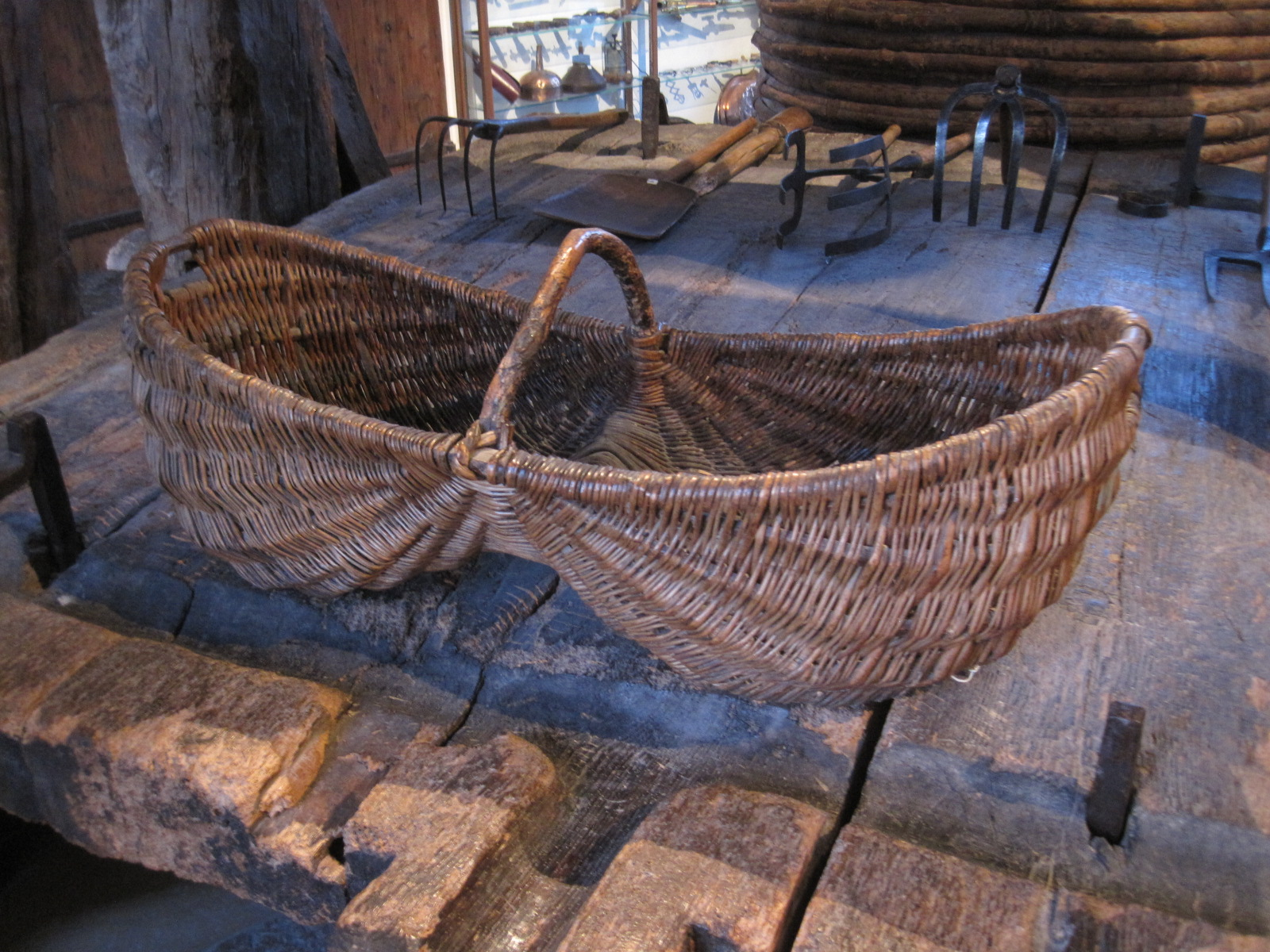
Panier à vendanges traditionnel.